# Dombrád
Dombrád là một thành phố thuộc hạt Szabolcs-Szatmár-Bereg, Hungary. Thành phố này có diện tích 51,84 km², dân số năm 2010 là 3985 người, mật độ 77 người/km².